# Frederick Goodfellow
Pour les articles homonymes, voir Goodfellow.
Frederick Goodfellow, né le 7 mars 1874 et mort le 10 août 1954 est un ancien tireur à la corde britannique. Il a participé aux Jeux olympiques de 1908 avec l'équipe britannique de tir à la corde qui a gagné la médaille d'or.